# Maisons-en-Champagne
Maisons-en-Champagne is een gemeente in het Franse departement Marne (regio Grand Est) en telt 430 inwoners (2004). De plaats maakt deel uit van het arrondissement Vitry-le-François.

## Geografie
De oppervlakte van Maisons-en-Champagne bedraagt 29,1 km², de bevolkingsdichtheid is 14,8 inwoners per km².
De onderstaande kaart toont de ligging van Maisons-en-Champagne met de belangrijkste infrastructuur en aangrenzende gemeenten.

## Demografie
Onderstaande figuur toont het verloop van het inwonertal (bron: INSEE-tellingen).